# Teatr dach
Das teatr dach e.V. ist eine Kleinkunstbühne im Wendeburger Ortsteil Meerdorf. Regelmäßig finden hier vor allem Kabarettveranstaltungen von Künstlern aus Deutschland und dem europäischen Raum statt. Ein eigenes Hausensemble produziert regelmäßig Eigenproduktionen.

## Namensgebung
Die eigentümliche Schreibweise des „teatr dach“ ist zurückzuführen auf das Gründungsjahr, als es um die Namensgebung ging. Die Kleinschreibung soll neugierig machen und ein Hinweis auf Unkonventionelles sein (wie im Dadaismus), der Begriff „teatr“ ist bewusst fremdsprachlich formuliert (aus dem Polnischen) und soll Weltoffenheit symbolisieren.

## Hintergrund
Die Idee zur Einrichtung einer Kleinkunstbühne entstand im Jahre 1990, als der Theaterpädagoge und Regisseur Albrecht Schultze den Dachboden seines Fachwerkhauses, der damals noch als Probenraum diente, mit einer Schülertheatergruppe zu einer Theaterbühne umgestaltete. Zur Umsetzung behördlicher Brandschutzauflagen gründete sich alsbald ein Verein zur „Förderung der Kultur im ländlichen Raum“. Heute hat die Bühne in der Presse den Status als „Geheimtipp“ und „kultureller Leuchtturm der Region“.

## Das Theater im Gebäude
Das teatr dach befindet sich im ehemaligen Heuboden eines über 100-jährigen alten Fachwerkhauses. Der Zugang erfolgt über eine museal gestaltete Tenne mit Stiegen hinauf unter das Dach. Die Einrichtung des Veranstaltungsraumes selbst besteht zum Teil auch noch heute aus Altmaterialien (Kirchenbank, alte Stühle und Türen). Das Zimmertheater selbst beherbergt eine 12 m² große Bühne, eine kleine Theke und hat 60 Sitzplätze. An das Haus schließt sich ein großer Garten an, in dem im Sommer auch Freilichtveranstaltungen stattfinden. Exemplarisch dient hier „Internationes“, bei denen jeweils ein Land im kulturellen Mittelpunkt stand, mit z. B. indischem Essen, indischem Theater und indischer Sitar-Musik.

## Veranstaltungskonzept
Hinter der Kleinkunstbühne steht der Vorstand eines gemeinnützigen Vereins mit derzeit 220 Mitgliedern. Neben dem eigenen Ensemble, das seit 15 Jahren eigene Produktionen auf die Bühne bringt – regelmäßig gefördert durch die Stiftungen Braunschweiger Kulturbesitz und die NordLB/Öffentliche – bietet das teatr dach Kleinkunst, Musik, Tanztheater, Kindertheater und Lesungen an. Neben bekannten Kabarettisten, wie u. a. Dieter Hildebrandt, wird auch Künstlern aus der näheren Umgebung eine Plattform geboten, deren weitere Karriere hier starten konnte.
Im Jahre 2016 erhielt der Theaterleiter Albrecht Schultze das Bundesverdienstkreuz, sowohl für sein schulpädagogisches und soziales Engagement als auch für seine aktive Kulturarbeit in der Region.